# (2170) Byelorussia
(2170) Byelorussia ist ein Asteroid des inneren Hauptgürtels, der am 16. September 1971 am Krim-Observatorium in Nautschnyj (IAU-Code 095) entdeckt wurde. Eine unbestätigte Sichtung des Asteroiden hatte es vorher schon am 14. Dezember 1949 mit der vorläufigen Bezeichnung 1949 XH am Goethe-Link-Observatorium in Indiana gegeben.
Der mittlere Durchmesser des Asteroiden wurde mithilfe des Wide-Field Infrared Survey Explorers (WISE) mit 9,427 km (±0,117) berechnet. Mit einer Albedo von 0,049 (±0,009) hat er eine dunkle Oberfläche. Die Rotationsperiode von (2170) Byelorussia wurde unter anderem 2015 von Adam Waszczak, Chan-Kao Chang, Eran Ofek et al. untersucht. Die Lichtkurve reichte jedoch nicht zu einer Bestimmung aus.
Der italienische Astronom Vincenzo Zappalà hat unter Zuhilfenahme einer hierarchischen Clusteranalyse in einer Publikation von 1995 (et al.) eine Zugehörigkeit des Asteroiden zur Nysa-Familie hochgerechnet, einer nach (44) Nysa benannten Gruppe von Asteroiden. Die Gruppe wird auch Hertha-Familie genannt, nach (135) Hertha.
(2170) Byelorussia wurde am 1. April 1980 nach der Weißrussischen Sozialistischen Sowjetrepublik benannt. Nach der Hauptstadt der Sowjetrepublik Minsk wurde fünf Jahre später der Asteroid des äußeren Hauptgürtels (3012) Minsk benannt.